# Thelma Sutcliffe
Thelma Sutcliffe (ur. 1 października 1906 w Omaha, zm. 17 stycznia 2022) – amerykańska superstulatka, która po śmierci Hester Ford stała się najstarszą żyjącą osobą w Stanach Zjednoczonych. Wiek Thelmy został zweryfikowany przez Gerontology Research Group.

## Życiorys
Thelma wyszła za mąż w 1924 roku, w wieku 17 lat. Jej mąż zmarł na początku lat siedemdziesiątych XX wieku. W ciągu swojego życia aż dwa razy zachorowała na raka piersi. Sutcliffe pod koniec życia mieszkała w Elmwood Tower w stanie Nebraska, w którym znajdują się domy opieki dla osób powyżej 50 roku życia. Jej siostra Marie Kelso (1904–2011) dożyła też sędziwego wieku, bo aż 106 lat. Thelma nigdy nie miała dzieci.